# Bomba (música)
La Bomba es la primera música autóctona de Puerto Rico, creada en las haciendas azucareras por los africanos esclavizados.

## Orígenes del nombre
El nombre “bomba” se le fue brindado al barril de bomba cuando fue creado por primera vez y dicho nombre se le otorgó a este género musical. Crearon el barril de los barriles que los españoles llevaron para que los esclavizados los llenaran del ron que se realizaba en Puerto Rico en tiempos de la esclavitud, alimentos y otras cosas. Los hacendados permitían a los esclavizados tocar bomba cuando querían y esas pocas veces era para que se "olvidaran" de que eran esclavizados, curaran sus penas y que sintieran que tenían la “libertad de expresarse”.

## Instrumentación y danza
La bomba solamente tiene tres tipos de instrumentos: el cuá, la maraca (solo la puede llevar el cantador) y el barril. En el batey o sobera'o (círculo o área de baile) hay un barril primo, el cual marcará con sonidos los piquetes (pasos improvisados de bomba) que haga el bailador o bailadora. La persona que utiliza este barril se llama subidor/a y el otro barril se llama buleador o seguidor, quién sigue el ritmo que se esté tocando constantemente sin detenerse hasta que lo diga el cantador/ra. Puede haber varios buleadores, pero solo puede haber un primo. El cuero que se utiliza para los barriles es de chivo.  El cuero de chivo femenino es utilizado para los barriles primos para que su sonido sea más agudo y el masculino se utiliza para los barriles buleadores para que el sonido sea más grave.  El barril primo es más pequeño y menos ancho para que tenga un sonido agudo y permita que los piquetes del bailador sobresalgan.  Por otro lado, el barril buleador se realiza de mayor tamaño y más ancho para que el sonido sea grave.  
El bailador entra al batey o sobera’o para pasearse, lucirse, marcar su territorio y espacio, y distraer al subidor. Luego, saluda al barril primo y comienza sus piquetes. También reta al tocador primo haciendo un diálogo rítmico y que dicho tocador se le dificulte seguir al bailador. Finalmente, cuando termine de brindar sus piquetes, se despide del barril primo y va el próximo/a. Los piquetes deben tener “elegancia, firmeza y figura”.  La “figuras” son los piquetes de bomba que deben ser ejecutados con “elegancia” y “firmeza”. Durante el baile, en ocasiones el público grita "¡Habla!". Esto es porque el bailador está teniendo una conversación o comunicación musical-ancestral con el Tocador a través de sus piquetes. El bailador, con sus piquetes, estaría creando su propia música e historia, inspirado en la canción.  En ese momento, el bailador realiza dos aspectos importantes: “Subir ritmo” (comenzar desde los piquetes más lentos y culminar con los más rápidos) y “Hablar Bomba” (bailar inspirado en la canción, seguir la canción haciendo piquetes alusivos al tema de la canción). Tradicionalmente, los bailadores realizan sus piquetes con su cuerpo y las bailadoras lo realizan con su cuerpo y/o falda con enagua. 
En la bomba no se dice cantante ni bailarín, lo correcto es decir cantador, tocador y bailador. Los seises de bomba (canciones) se divide en versos y coros alternados, y los versos son improvisados según el coro y la historia o tema de la canción. En estas canciones se relataban los sucesos del diario vivir como una especie de periódico.  El público debe siempre repetir el coro luego de los versos. Existen seises de bomba en español, francés, africano y creole.

## Vestimenta
La vestimenta tradicional de bomba para los hombres es sombrero blanco, camisa blanca y pantalón negro o blanco. Las mujeres utilizaban turbantes, camisa y falda blancas con enagua.  Las enaguas se preparaban a mano para lucirlas en los bailes de bomba de forma coqueta para los hombres y para crear envidia entre las demás bailadoras.  La forma de aguantar y utilizar la falda en el baile de bomba es única. Esta no debe pasar por arriba del pecho y tampoco puede estar muy abajo o en el piso.

## Ritmo
Hay muchos ritmos de Bomba y cada uno tiene su estilo de baile y piquetes únicos. Los 6 primordiales, y de estos derivan los demás, son el Sicá ("caminar", popular en Cataño, Santurce y Mayagüez), Cuembé (ritmo coqueto y sensual, mayormente bailado en pareja, debe haber muy poco reto al Primo, ya que este ritmo es para disfrutarlo y lucirse, popular en Cataño, Santurce y Mayagüez), Yubá (ritmo lento de sentimiento, tristeza y coraje con mucho paseo y reto al Primo con Piquetes muy fuertes y no coquetos, se tocaba mayormente para las personas ancianas, popular en Cataño, Santurce y Mayagüez), Holandé (el ritmo y sus pasos son rápidos, regional de Mayagüez. También es popular en Cataño y Ponce. No posee paseo antes de comenzar los Piquetes), Seis Corrido (antiguamente llamado Rulé, el ritmo, sus piquetes y su paseo son rápidos sin falda, únicamente regional de Loíza y no era tan rápido como en la actualidad) y Corvé (únicamente regional de Loíza y representa guerra). En Sicá, Cuembé y Holandé se pueden realizar los mismos Piquetes. Durante los ritmos rápidos, el baile no debe durar mucho. Los derivados de Sicá son Bambulaé, Danué, Calindá, Paulé, Gracimá, Balancé, Cocobalé, Cunyá y Belén (este último ritmo se tocaba mayormente cuando el Baile de Bomba estaba realizando su última canción de la noche). Los derivados del Yubá son Leró (mayormente tocado en el sur de Puerto Rico y significa en francés “Le Rose”) y Mariandá. El derivado del Cuembé es el Güembé (mayormente tocado en el sur de Puerto Rico). Así hay otros como el Hoyo 'e Mula, Alimá, etc. El Sicá tiene 1 paso básico. El Cuembé tiene 2 pasos básicos (“Sungueo” y “Marcha”). El Yubá tiene 2 pasos básicos (“Yubá Sencillo” y “Yubá Doble”). El Holandé tiene 2 pasos básicos y el Seis Corrido tiene 1 paso básico.  
Algunas de las familias destacadas en la Bomba en Puerto Rico son los Cepeda de Santurce, los Ayala de Loíza, los Alduén de Mayagüez, entre otros. Existen personajes legendarios en la Bomba, tales como La Ponchinela, Andrés Laguer, Pablo Lind, entre otros y otras. Los Hermanos Emmanuelli Náter (José, Jorge y Víctor, estudiantes y amigos de los Cepeda) con su Centro de Investigación Cultural de Raíces Eternas (CICRE) crearon en Puerto Rico durante los 1990's los llamados "Bombazos". Se dedicaron a "bajar" la Bomba de la tarima para que los puertorriqueños tuvieran más participación y aprendizaje en la Bomba. Gracias a esto, hoy día hay "Bombazos" en muchos lugares de Puerto Rico y Estados Unidos. Estos son la versión moderna y evolucionada de los antiguos bailes de Bomba. Actualmente, está surgiendo la Generación del Bombazo gracias a estas familias y movimientos. Debemos defender, respetar y compartir nuestra cultura para que permanezca viva para siempre y nunca perdamos nuestra identidad. 

## Baile de Bomba
La bomba se baila en el "batey" o "sobera'o" que eran áreas amplias tipo plazoletas o en los patios de las haciendas cañeras.

## Ritmos variantes
2/4 y 4/4:
- sicá
  - belén Santurce
  - calindá
  - cunya
  - danué
  - gracimá
  - paulé

- cuembé
  - alimá
  - balancé
  - belén Sur
  - cuembé Cataño
  - cuembé Santurce
  - güembé
  - güembé corrido

- holandé
  - francés
  - holandé Cataño
  - mariandá
  - mariangola

- bámbula
  - bámbula
  - rulé
  - seis corrido

- cocobalé
- hoyomula

6/8 y 12/8:
- yubá
- corvé Loiza
- yubá masón
- yubá cuartiao
- yubá Cataño
- leró Sur
- leró Santurce

## Algunos exponentes
Los principales exponentes, históricos y actuales, que se conocen de este tipo de música son: la Familia Cepeda y su histórico patriarca Rafael Cepeda, los Hermanos Ayala, los Hermanos Emmanuelli Náter, la Familia Alduén, Paracumbé, Yubá Iré, Tambuyé, Buya, La Tribu de Abrante, Son del Batey, Rafael Cortijo, Chamir Bonano, Margie Lacén, Ramón Alers, Alberto Galarza y Nora Cruz.